# 艾格维沃 (埃罗省)
艾格维沃（法語：Aigues-Vives，法語發音：[ɛɡ viv] ⓘ）是法国埃罗省的一个市镇，属于贝济耶区

## 地理
艾格维沃（43°20'15"N, 2°49'6"E）面积12.81 平方千米，位于法国奧克西塔尼大區埃罗省，该省份为法国南部沿海省份，南濒地中海，西南接奥德省，西北接塔恩省和阿韦龙省，东北与加尔省接壤。
与艾格维沃接壤的市镇（或旧市镇、城区）包括：马亚克、阿热勒、艾涅、拉科内特、圣让德米内尔瓦。

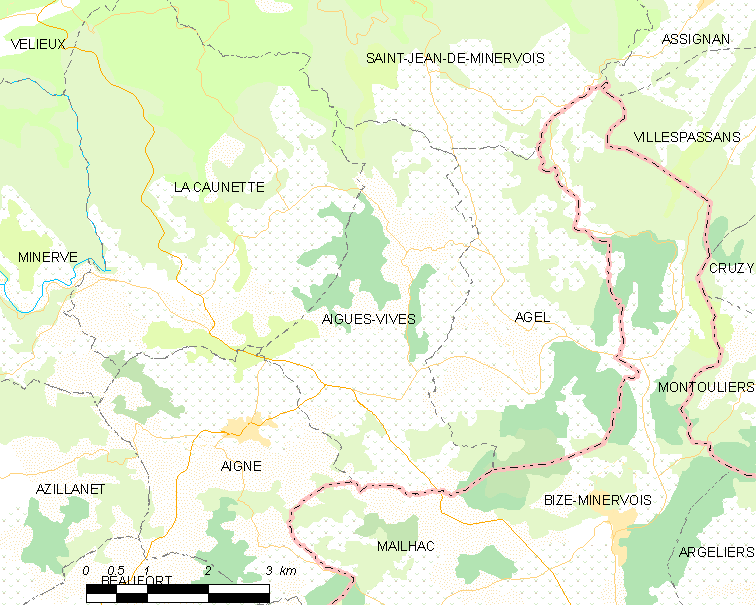
的OSM定位图

艾格维沃的时区为UTC+01:00、UTC+02:00（夏令时）。

## 行政
艾格维沃的邮政编码为34210，INSEE市镇编码为34007。

## 政治
艾格维沃所属的省级选区为圣庞斯德托米耶尔县。

## 人口

1962-2008年间人口变化图示

艾格维沃于2022年1月1日时的人口数量为472人。